# Rutenangler
Die Rutenangler (Ceratiidae) sind eine Familie der Tiefsee-Anglerfische (Ceratioidei). Sie leben im Atlantik, Pazifik und Indischen Ozean.
Weibliche Rutenangler haben sehr kleine, wahrscheinlich funktionslose Augen. Das Maul steht fast senkrecht. Die Rückenflosse hat vier, in selteneren Fällen fünf Weichstrahlen, die Afterflosse vier. Vor der Rückenflosse befinden sich drei fleischige Anhänge, die aus Flossenstrahlen gebildet wurden. Die Brustflossen werden von 15 bis 19 Flossenstrahlen gestützt.
Die Männchen leben als Zwergmännchen festgewachsen an den Weibchen. Ceratias holboelli wird über einen Meter lang.

## Arten
Es gibt vier Arten in zwei Gattungen:
- Gattung Ceratias Krøyer, 1845
  - Ceratias holboelli Krøyer, 1845
  - Ceratias tentaculatus (Norman, 1930)
  - Ceratias uranoscopus Murray, 1877
- Gattung Cryptopsaras Gill, 1883
  - Cryptopsaras couesii Gill, 1883